# مجموعه وکیل
مجموعه وکیل در حاشیه بازار بزرگ و در مرکز شهر قدیم کرمان واقع است. عناصر مجموعه عبارت‌اند از: بازار به طول ۲۰۰ متر، حمام و کاروانسرا که مساحت مجموعه قریب ۸۰۰۰ مترمربع است. این مجموعه به دستور محمد اسماعیل خان نوری وکیل الملک حاکم کرمان و در سال ۱۲۸۶ ه‍. ق. بنا شده‌است. تزئینات سرا، کاشی معقلی با طرحهای هندسی است و معماری آن از نوع چهار ایوانی می‌باشد. معماری بازار با الهام از دوران صفویه است و حمام از طرح حمامهای سنتی بهره برده‌است.

## بخش‌های مجموعه

### بازار
قسمتی از بازار کرمان است که از بازار اختیاری شروع می‌شود و تا اول بازار مظفزی امتداد می‌یابد. بازار وکیل مطابق الگوی بازارهای ایرانی دراز و کشیده ساخته شده و هر صنفی در بخش خاصی از آن قرار دارد.

### حمام
این بنا در سال ۱۲۷۰ به شکل با شکوه و با تأثیرپذیری از سبک معماری دوره زندیه قاجاریه احداث شده‌است. این بنا یکی از حمام‌های تاریخی، سنتی و باستانیکرمان است و به تقلید از گنجعلی خان ساخته شده‌است.

### مسجد
این بنا در بازار وکیل روبروی کاروانسرای وکیل واقع گردیده و بخشی از مجموعه وکیل است که در سال ۱۱۸۷ ه. ق توسط وکیل الملک بنا گردیده و بعدها بازسازی، تعمیر شده‌است.

### کاروانسرا
کاروانسرای وکیل از مجموعه کاروانسراهای درون‌شهری است که در مجموعه وکیل قرار گرفته‌است. این محل با برخورداری از ۱۲۰ حجره در دو طبقه به فرمان به فرمان محمد اسماعیل خان وکیل الملک والی کرمان شروع به ساخت گردید و در زمان مرتضی قلی خان در سال ۱۲۸۷ ه‍.ق به اتمام رسید. این کاروانسرا در سمت چپ بازار وکیل از بزرگ‌ترین کاروانسراهای شهر کرمان و یکی از کاروانسراهای بزرگ ایران به‌شمار می‌آید.

### آب انبار
این بنا در بازار وکیل جنب کاروانسرای وکیل واقع گردیده و بخشی از مجموعه وکیل است.

## جستارهای وابسته

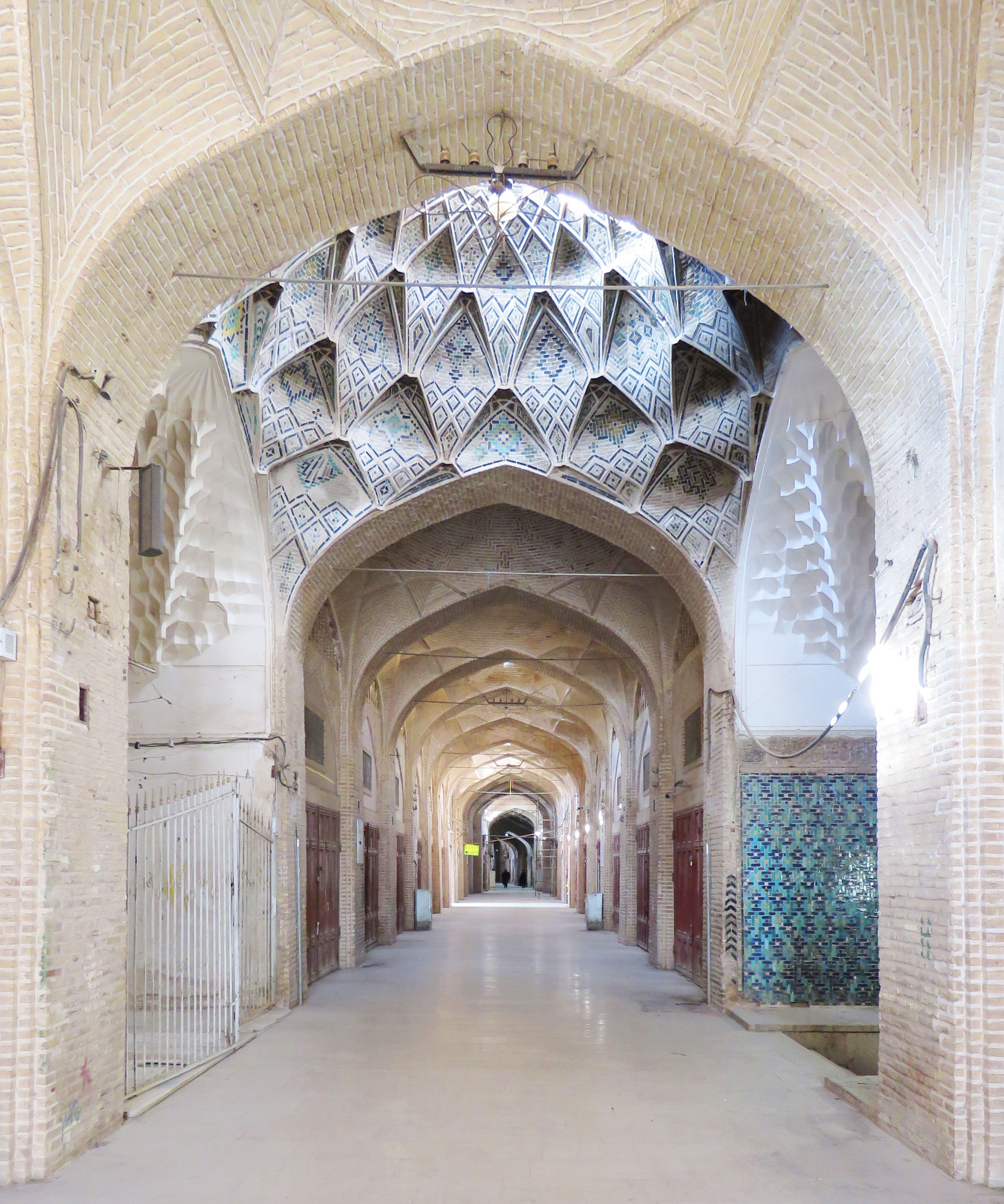
بازار وکیل کرمان

## نگارخانه

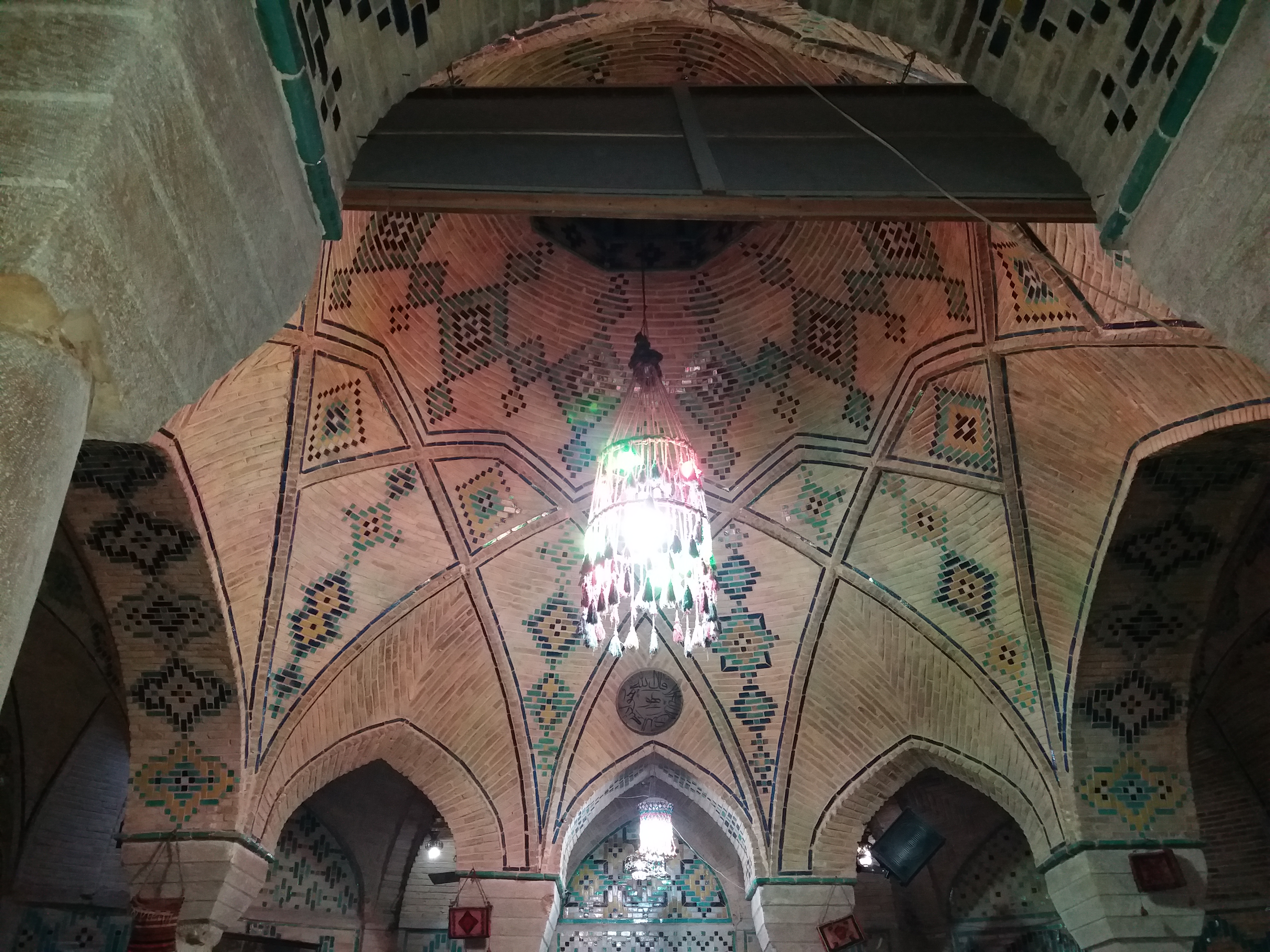
حمام وکیل
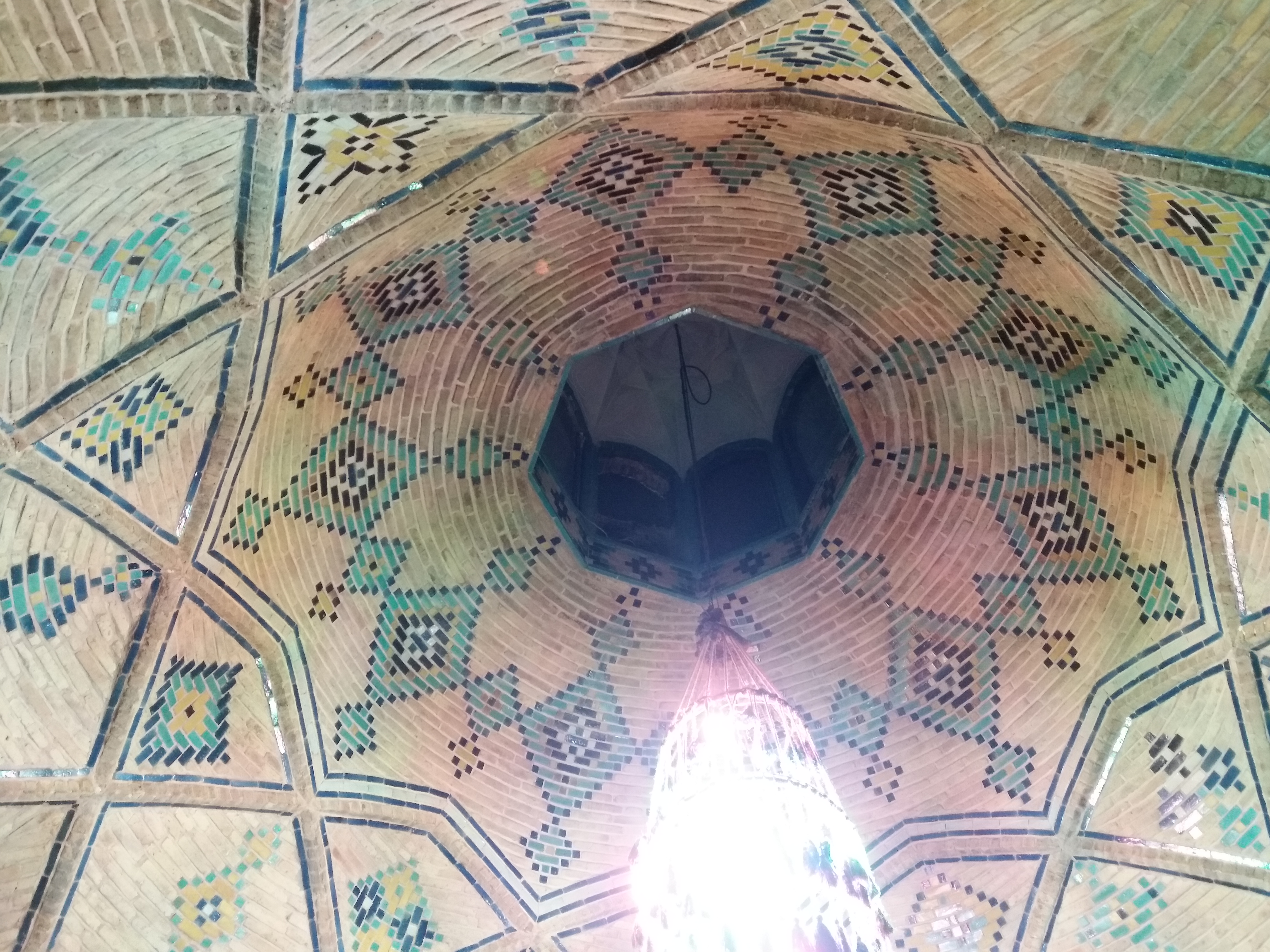
حمام وکیل
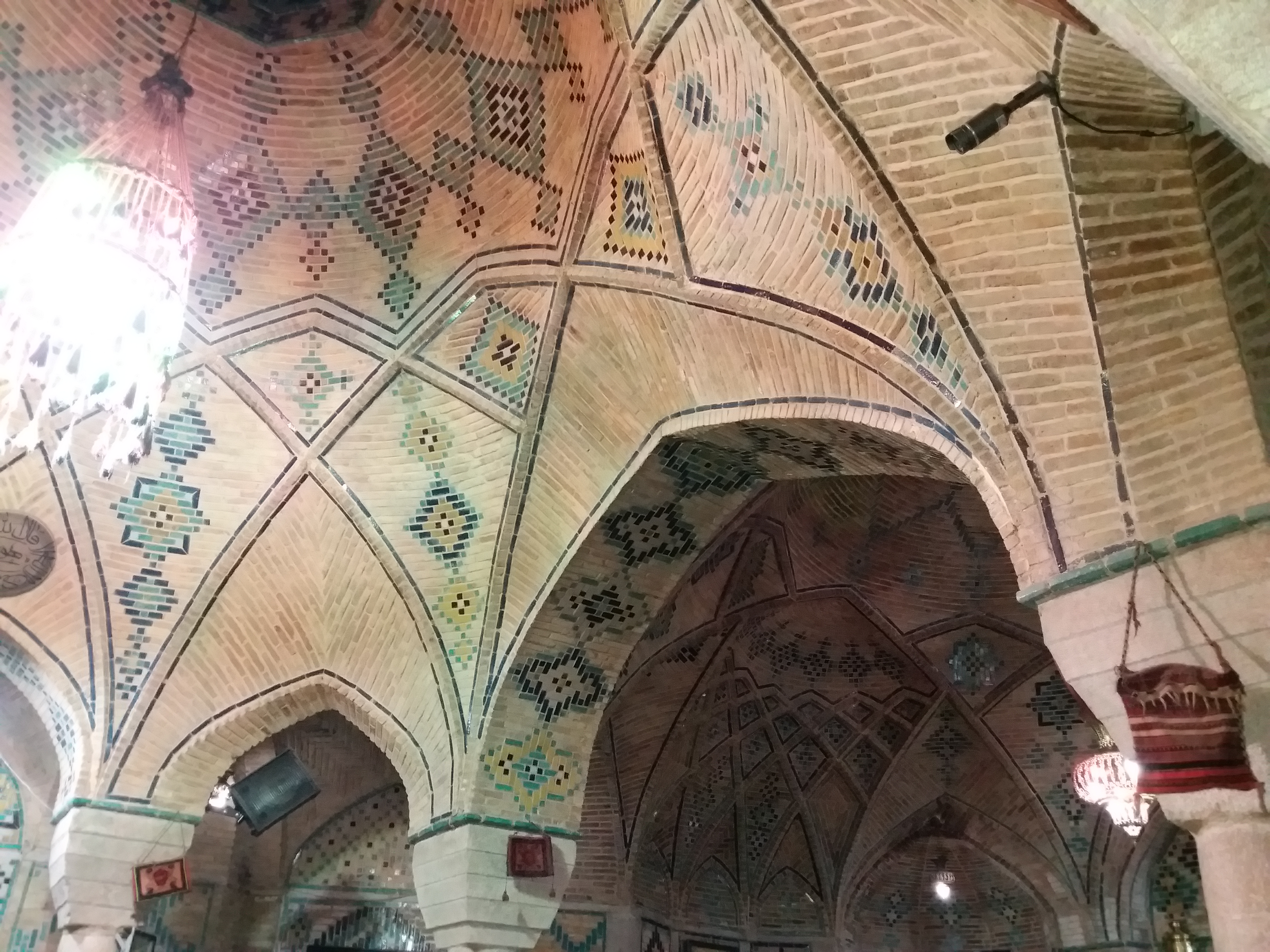
حمام وکیل
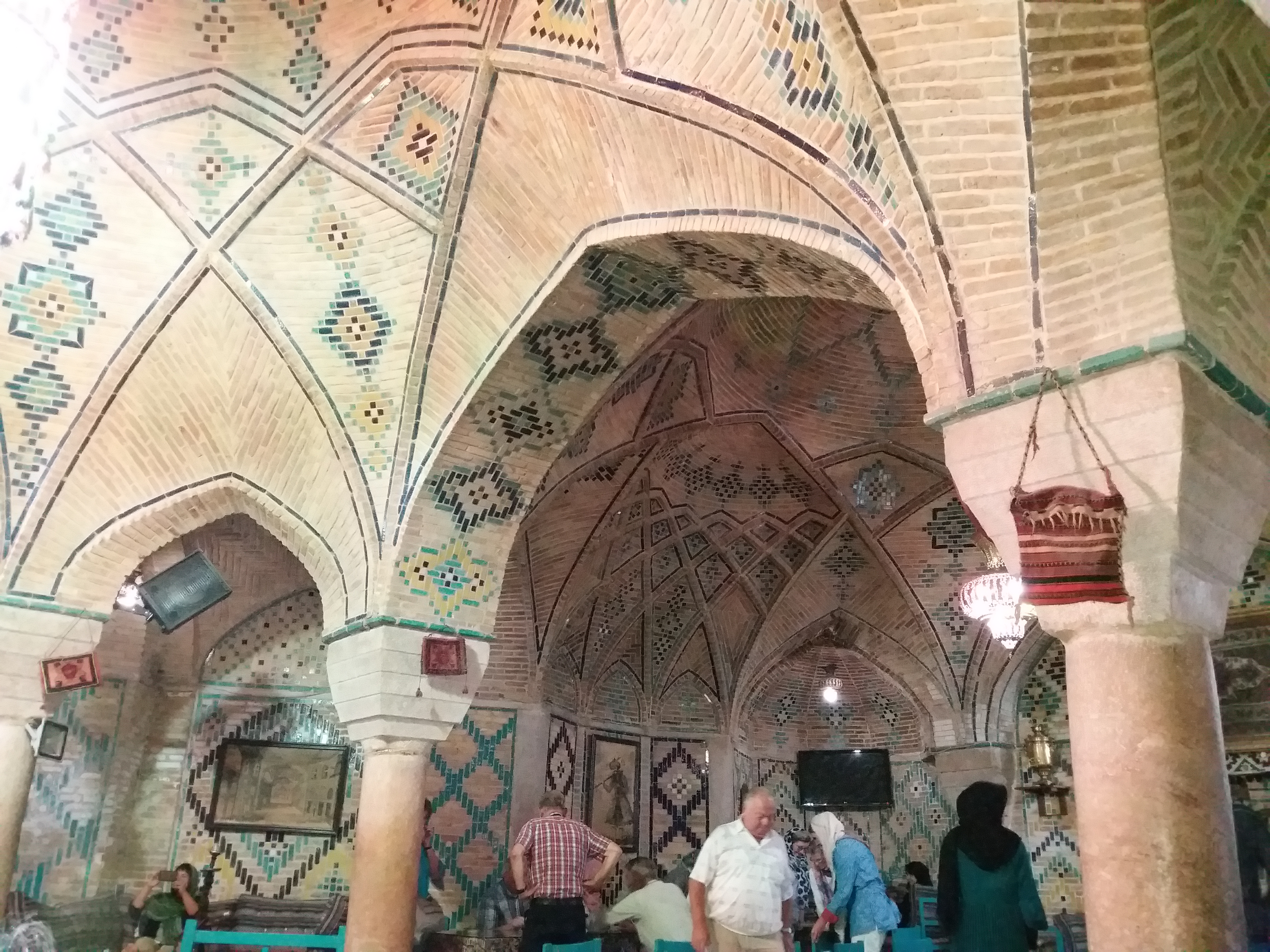
حمام وکیل
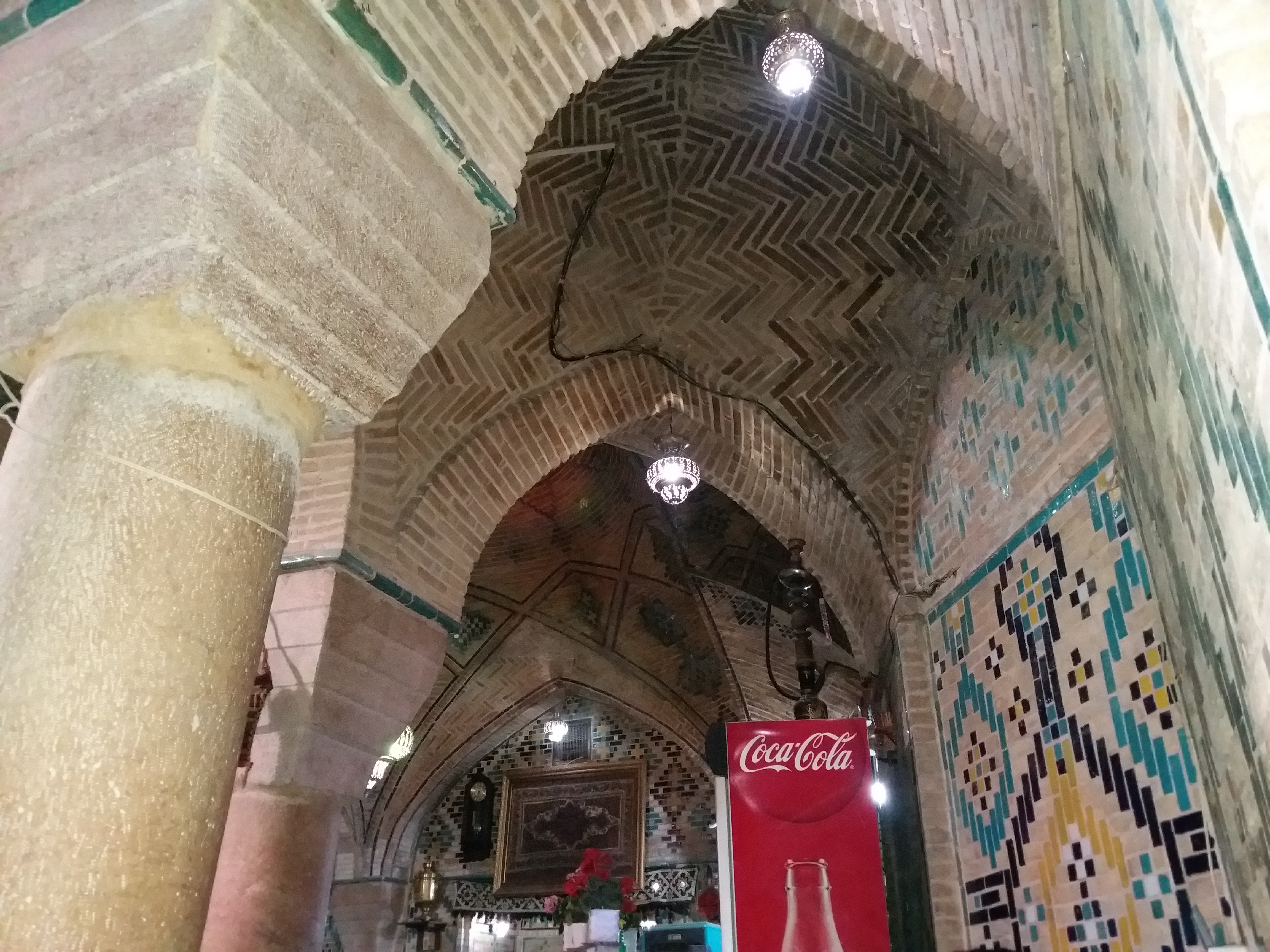
حمام وکیل
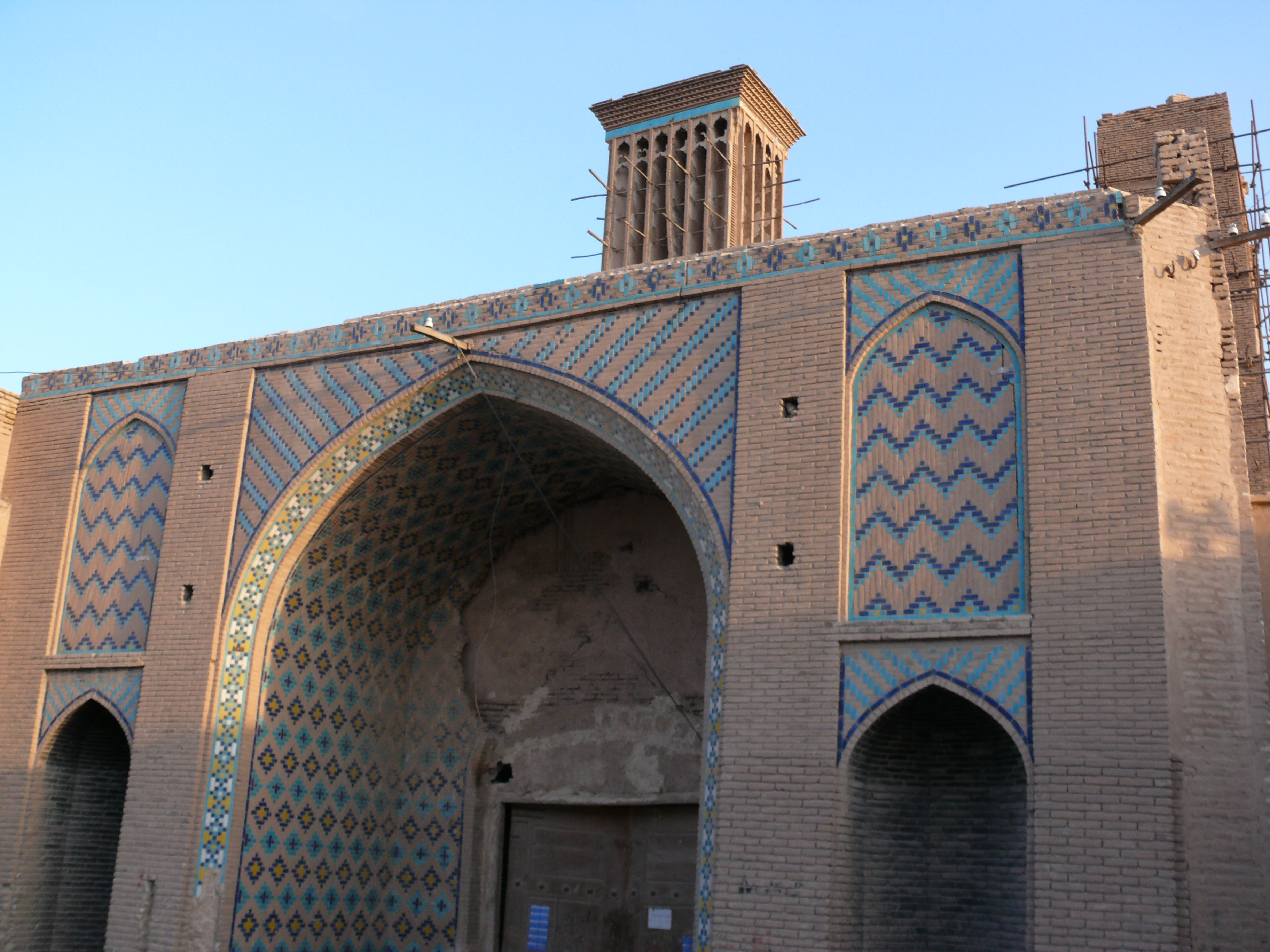
ورودی شمالی کاروانسرا
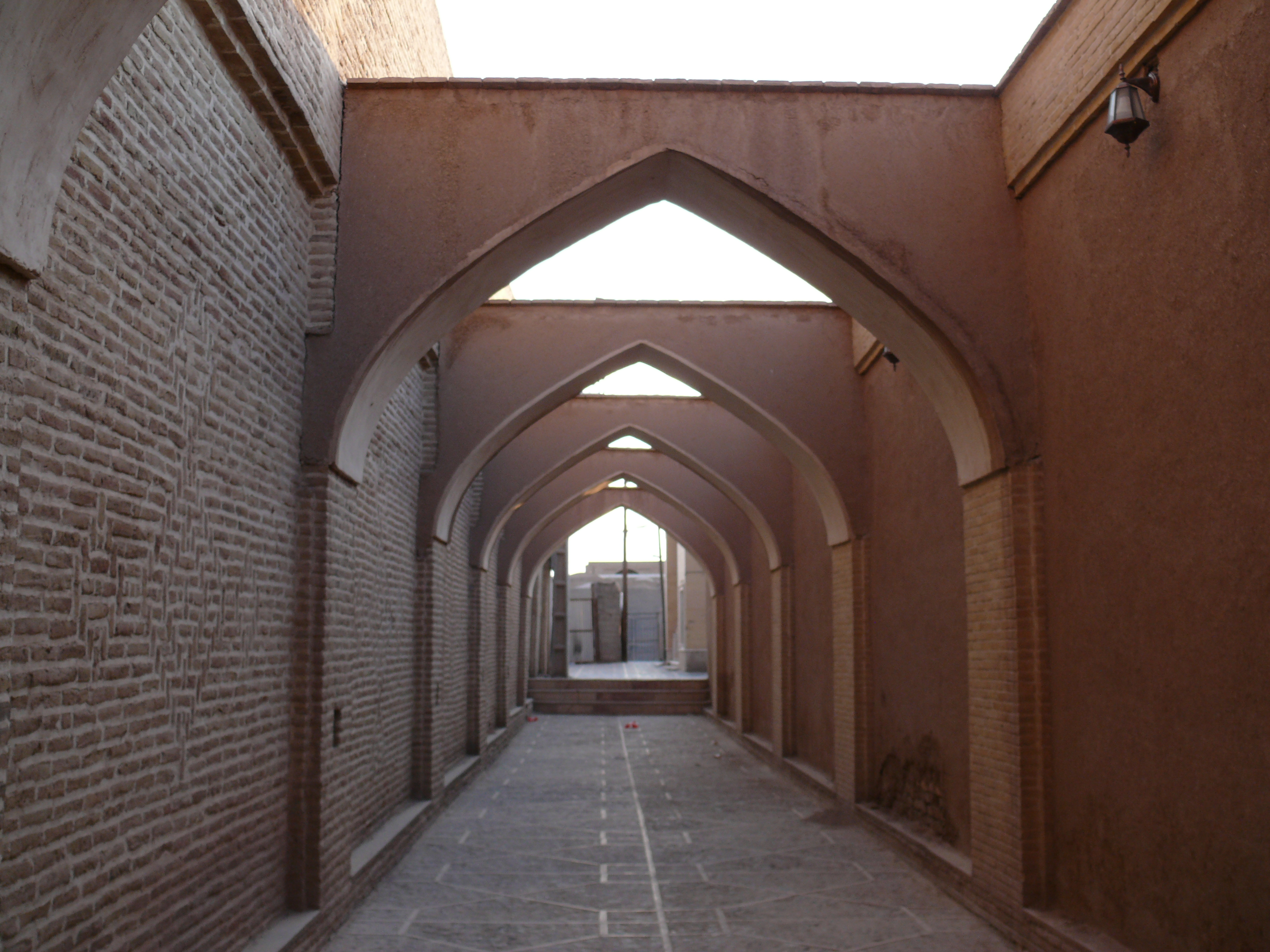
کوچه کنار کاروانسرا
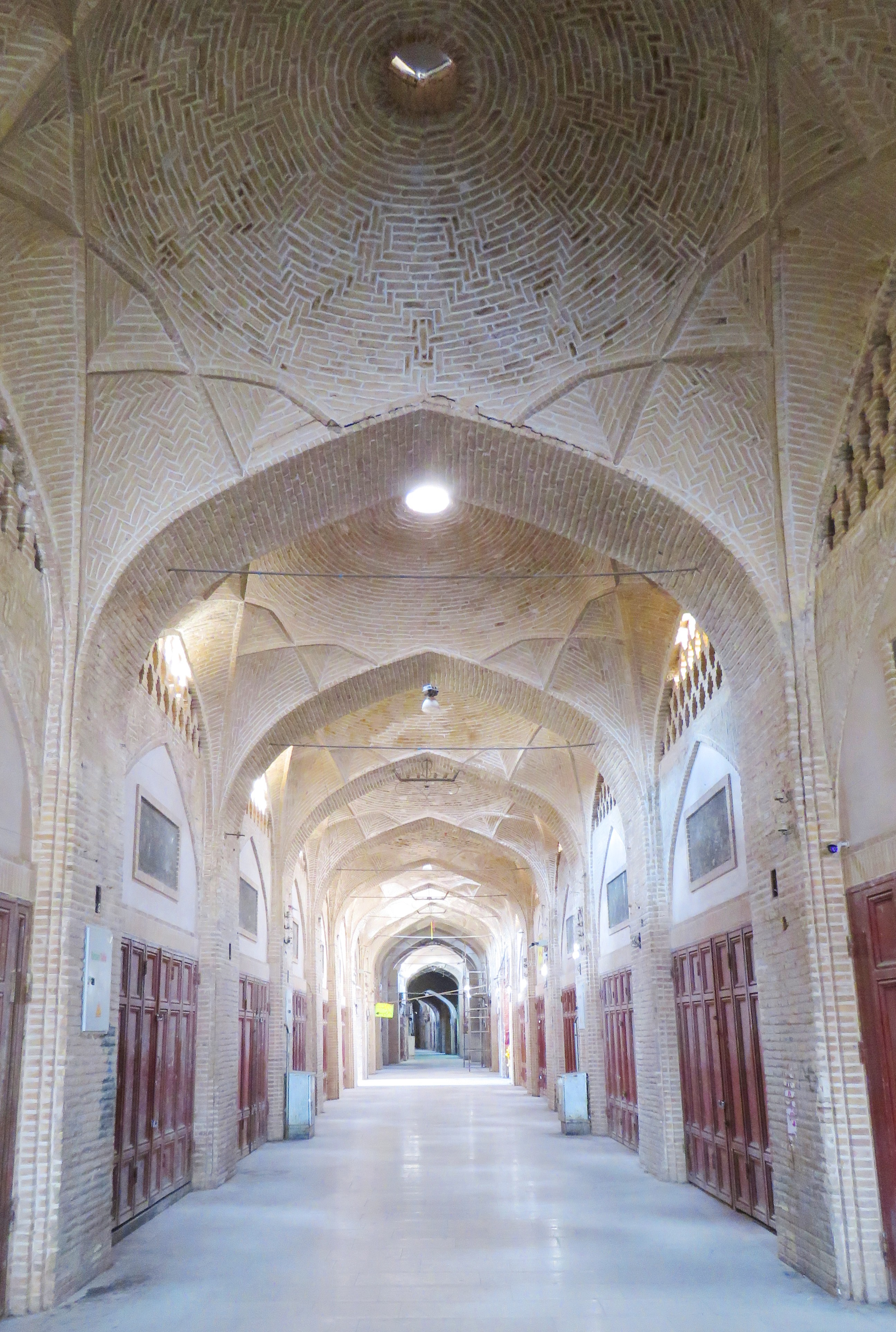
بازار
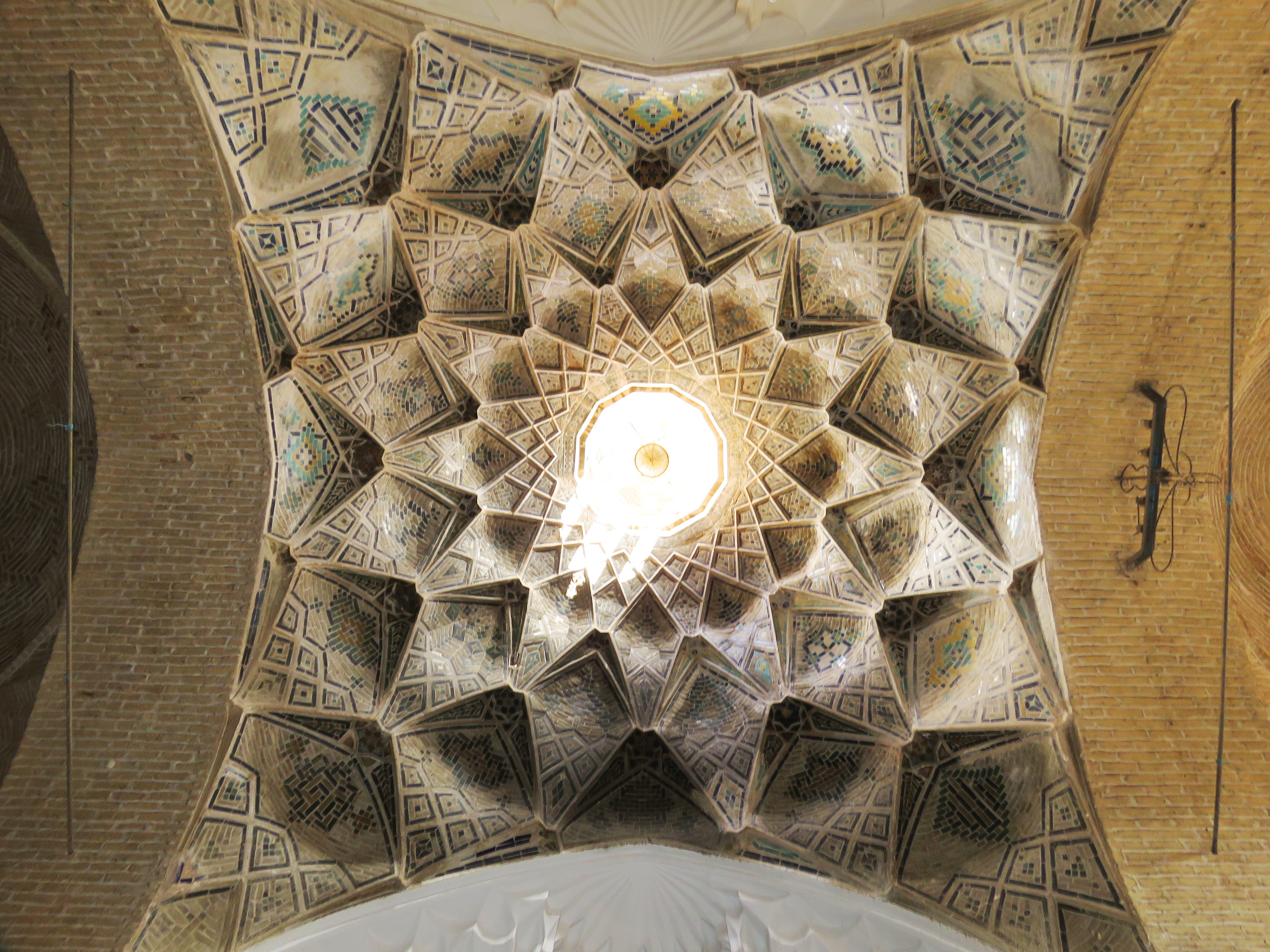
سقف بازار جلوی کاروانسرا
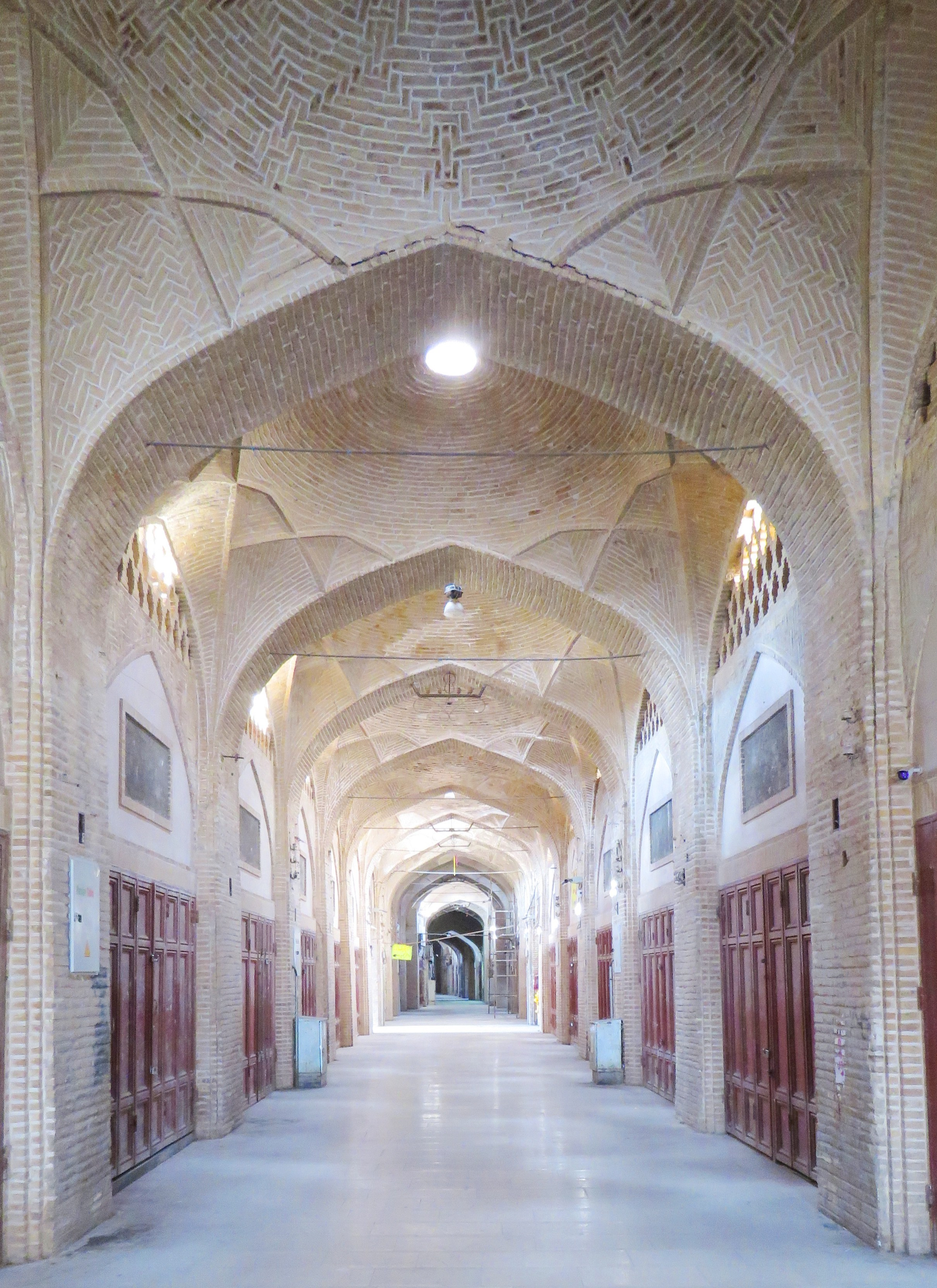
بازار
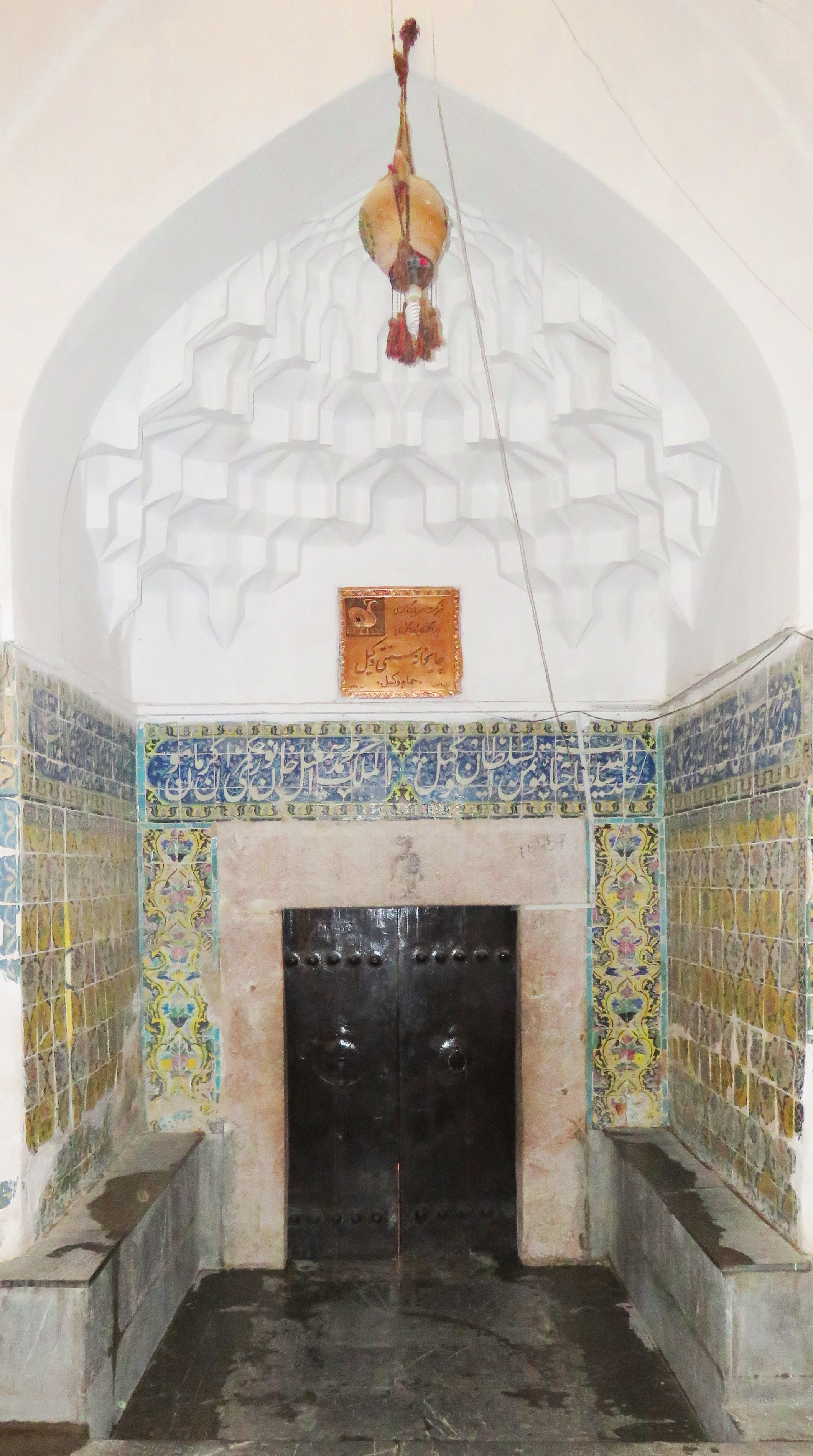
ورودی حمام
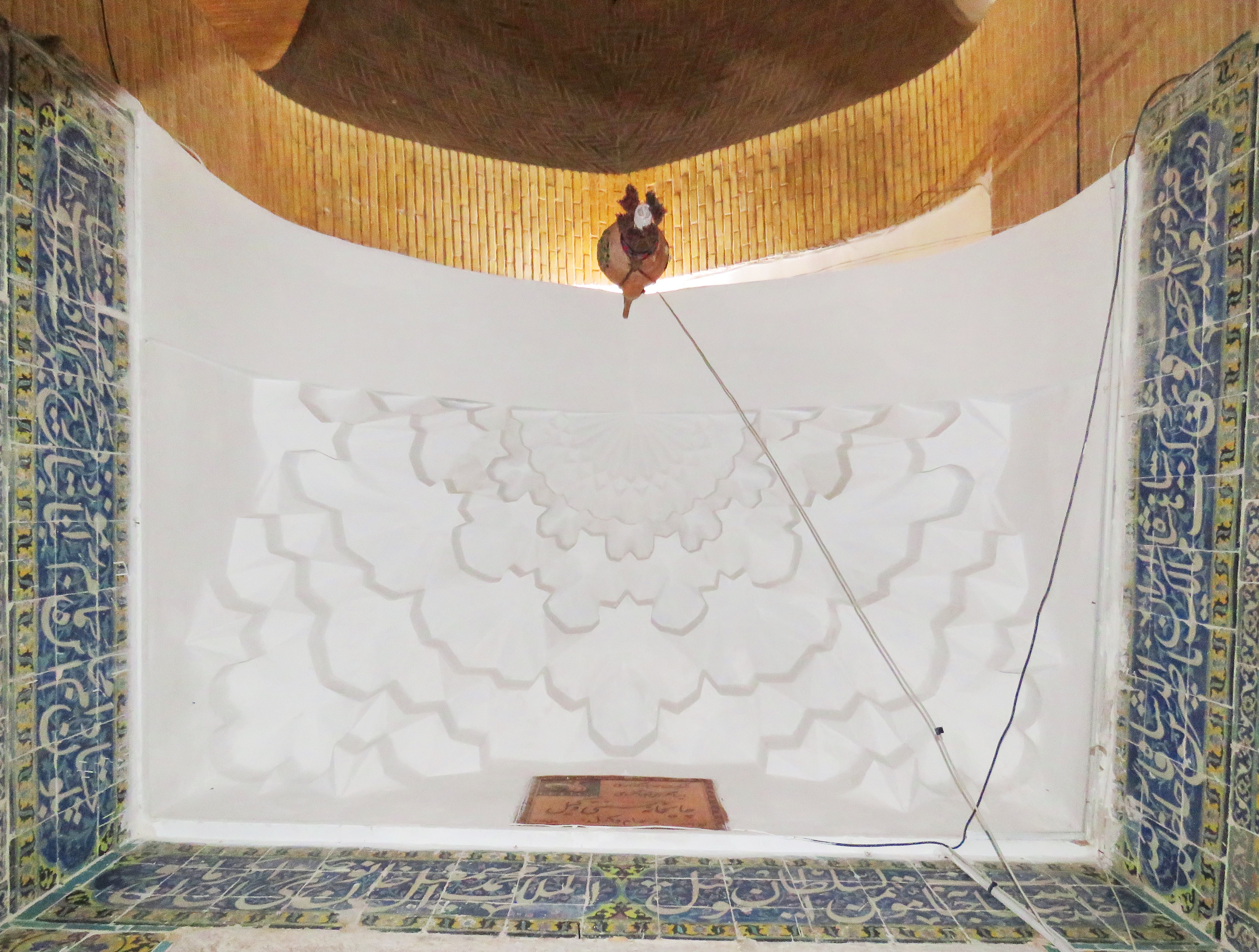
مقرنس کاری ورودی حمام
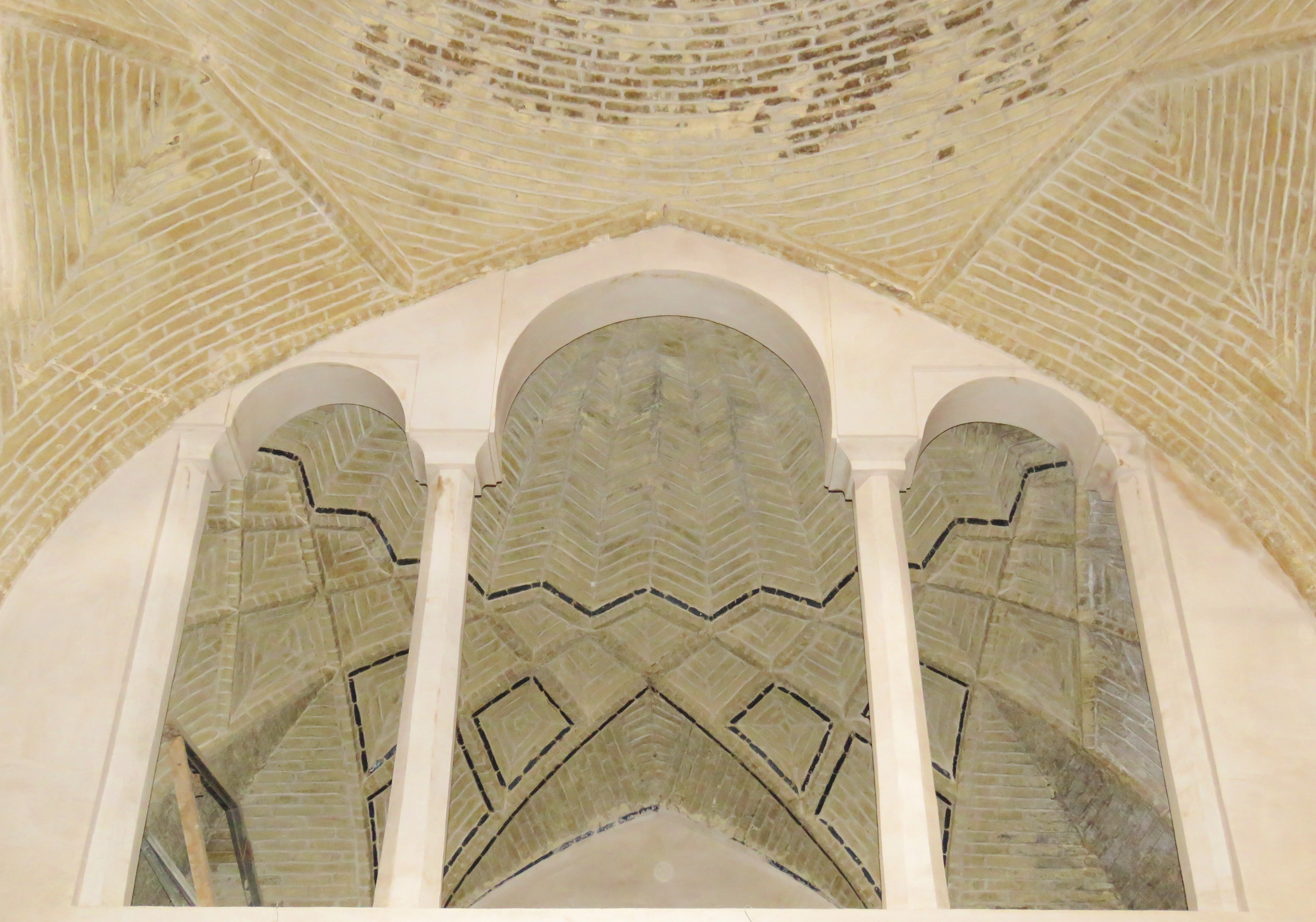
آب انبار
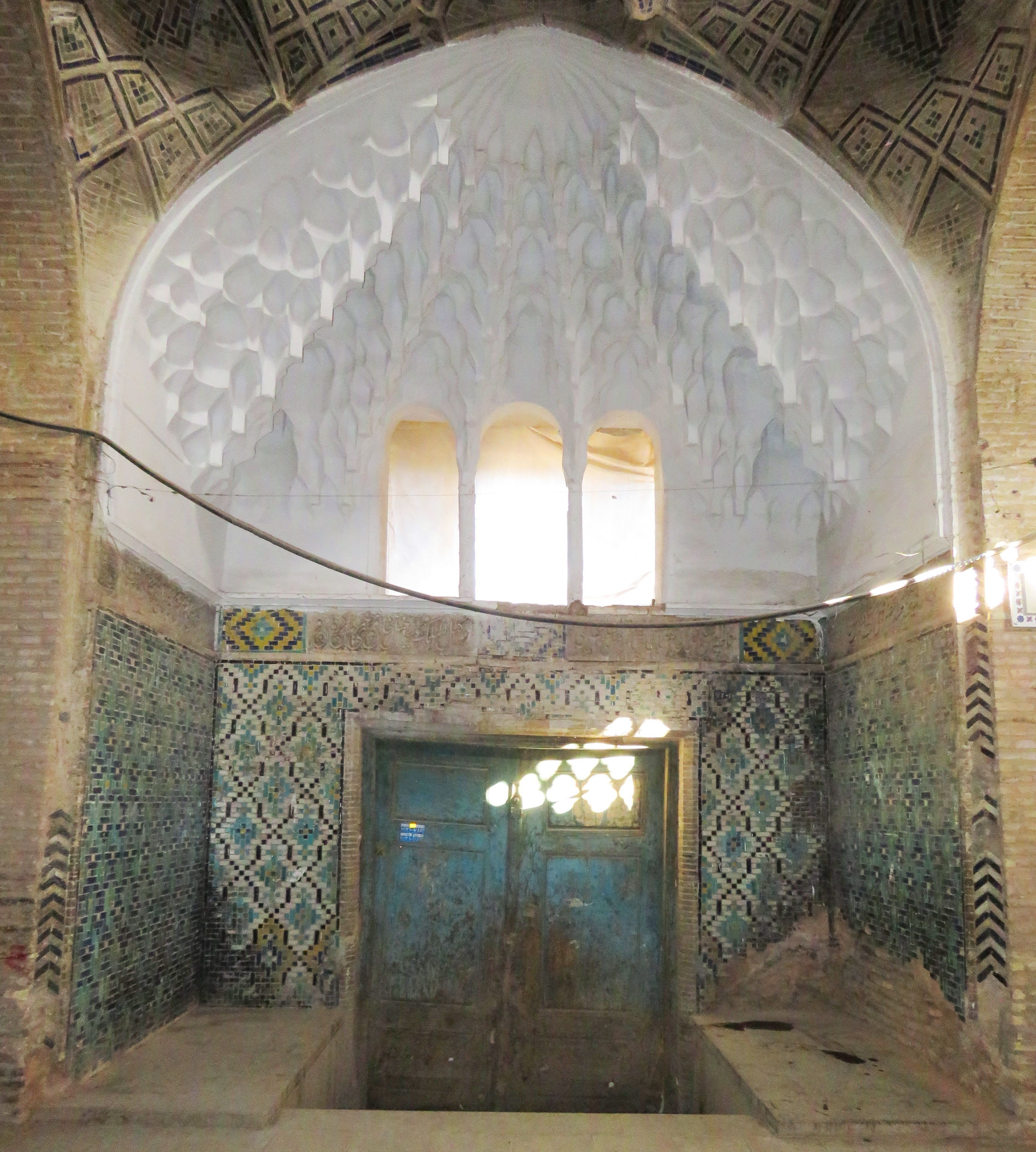
ورودی کاروانسرا
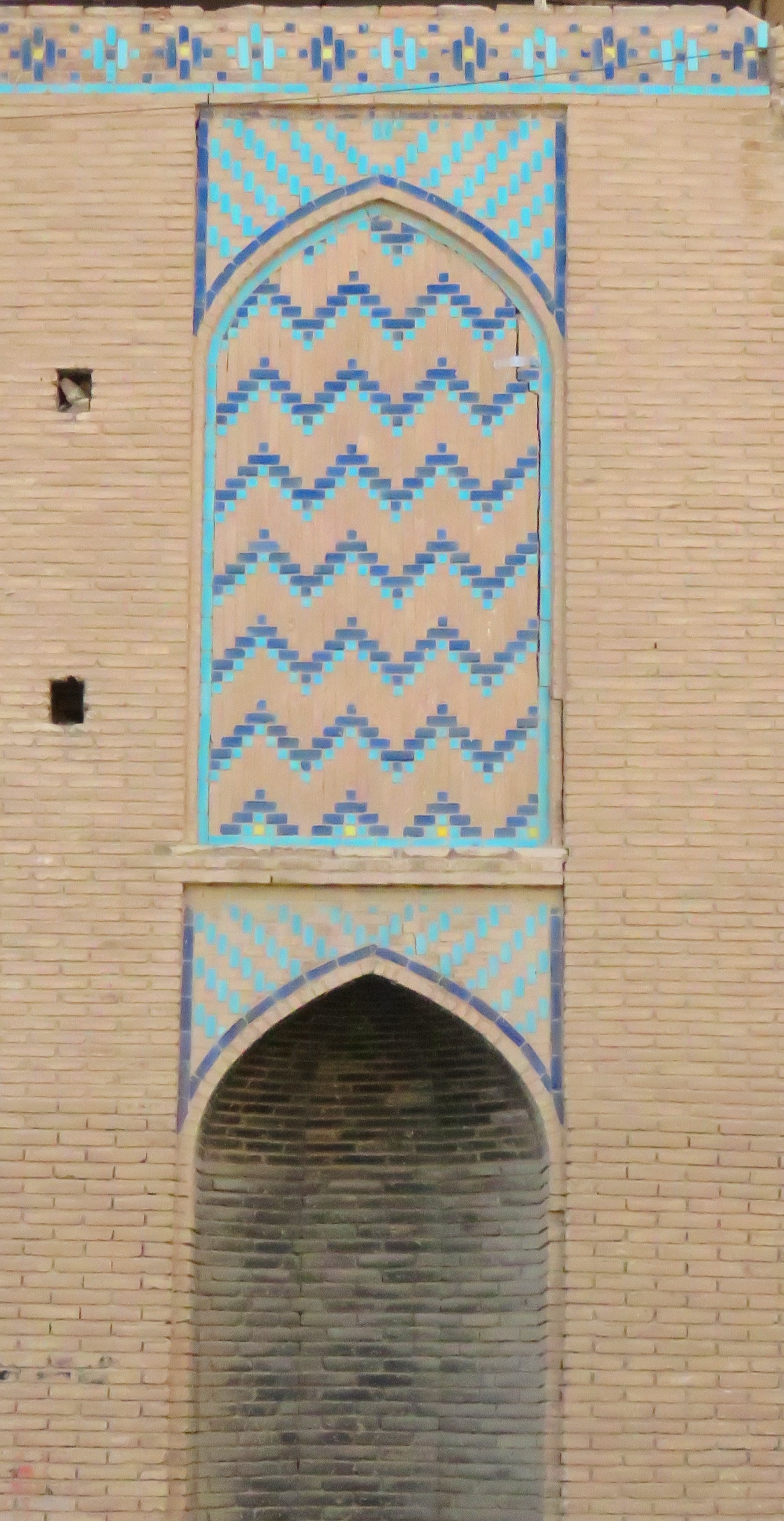
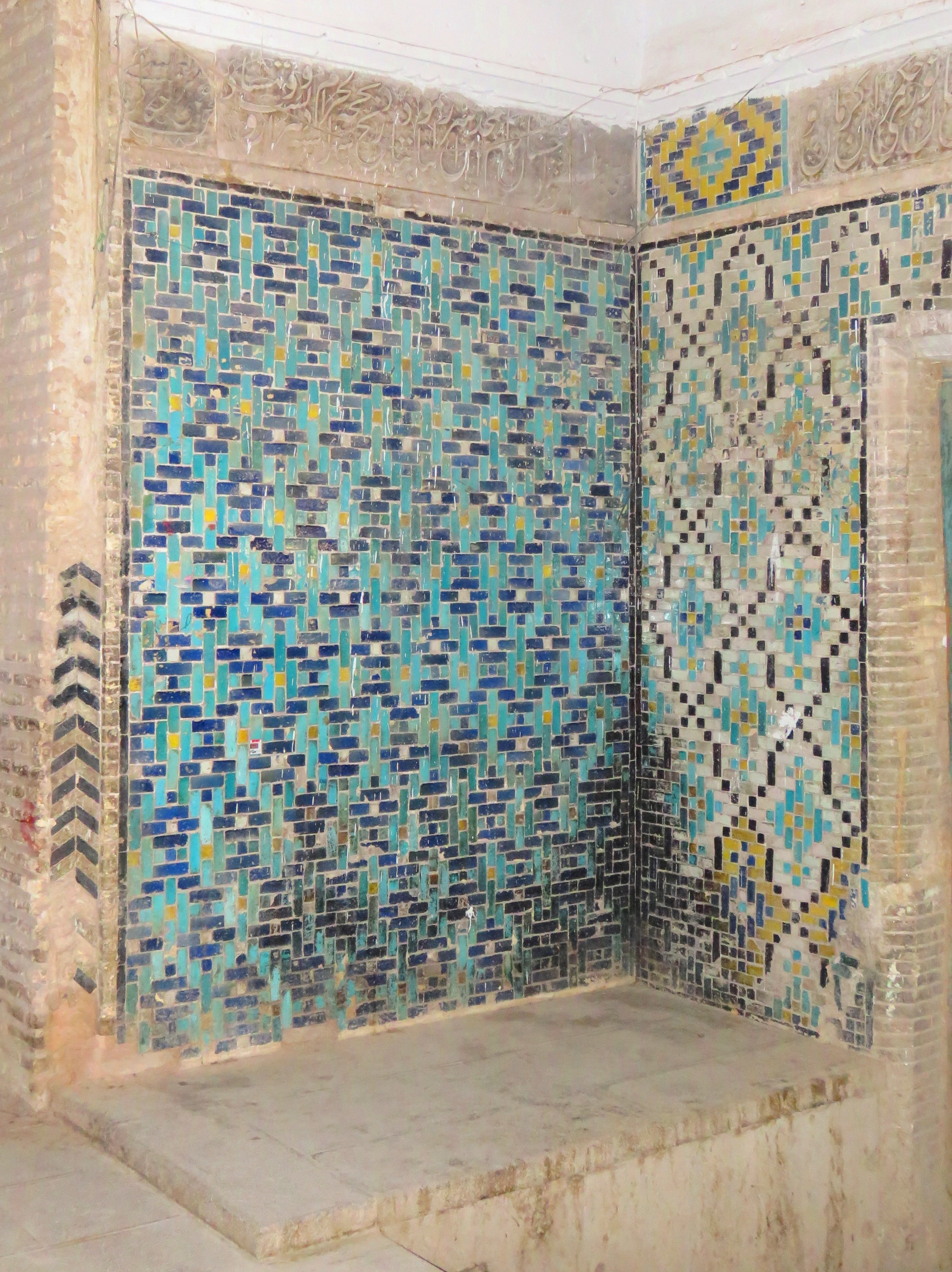
مقرنس کاری ورودی کاروانسرا